# Alogie
Alogie of alogia is een vorm van gedachtearmoede en het daarmee samenhangende taalgebruik. Dit verschijnsel uit de psychiatrie kan zich door een gebrek aan ideeën uiten in beperkte spraak (spraakarmoede). De zinnen zijn kort en er wordt slechts een minimum aan woorden gebruikt. Gesprekken kunnen uiterst moeizaam verlopen en de informatie moet als het ware uit de persoon worden getrokken. In het uiterste geval spreekt iemand helemaal niet meer. Dit wordt mutisme genoemd.
Het komt ook voor dat iemand veel meer spreekt dan passend is bij zijn ideeën of gedachten van het moment. Iemand kan zijn gedachten bijvoorbeeld op veel verschillende manieren verwoorden, zijn eigen woorden herhalen (palilalie), de woorden van anderen herhalen (echolalie), neologismen gebruiken of geheel onsamenhangende taal gebruiken. In het uiterste geval kunnen vormen van glossolalie optreden (niet in de religieuze betekenis).